# Tatari
Tatari – poddzielnica (est. asum) Tallinna. Jej nazwa pochodzi od Tatarów, licznie zamieszkujących ten rejon od XVIII wieku.  
Należy do dzielnicy Kesklinn (Śródmieście). 
Położona jest między ulicami: Pärnu maantee, Liivalaia, Kentmanni oraz Estonia puiestee.
Pozostałe ulice poddzielnicy to: Tatari, Peeter Süda (upamiętniająca kompozytora zamieszkałego tam pod koniec życia), Allika, Lätte, Ahju, Sakala, Kentmanni põik oraz Rävala puiestee. Graniczy z poddzielnicami:  Tõnismäe od zachodu, Veerenni od południa, Sibulaküla od wschodu oraz Südalinn od północy. 
Na jej terenie znajdują się m.in. Estońska Akademia Muzyki i Teatru, kompleks szkolny Tallinna Südalinna Kool, nieczynne kino „Kosmos”, ambasady: Stanów Zjednoczonych oraz Królestwa Hiszpanii, a także konsulat honorowy Królestwa Belgii. 
W 2022 roku była zamieszkiwana przez 2674 osoby.